# كارل اريكسون
كارل اريكسون هو لاعب هوكي الجليد سويدي، ولد في 11 سبتمبر 1996 في السويد.

## وصلات خارجية
- كارل اريكسون على موقع EliteProspects.com (الإنجليزية)
- كارل اريكسون على موقع HockeyDB.com (الإنجليزية)